# Enrico VI di Svevia
Enrico VI di Hohenstaufen, detto il Severo o il Crudele (Nimega, 1º novembre 1165 – Messina, 28 settembre 1197), è stato re dei Romani (dal 1169), imperatore del Sacro Romano Impero (dal 1191) e re di Sicilia (dal 1194) con il nome di Enrico I.
Era il secondo figlio dell'imperatore Federico Barbarossa e della sua consorte Beatrice di Borgogna. Ben istruito in lingua latina, oltre che in diritto romano e canonico, Enrico era anche un mecenate di poeti e un provetto poeta lui stesso. Nel 1186 si sposò con la regina Costanza d'Altavilla (da cui ebbe il suo famoso figlio Federico II di Svevia), figlia postuma del re Ruggero II di Sicilia. Enrico, bloccato nel conflitto degli Hohenstaufen con il Casato di Welfen fino al 1194, dovette far valere le pretese ereditarie della moglie nei confronti del nipote conte Tancredi di Lecce. Il tentativo di Enrico di conquistare il regno di Sicilia fallì durante l'assedio di Napoli nel 1191 a causa della resistenza normanna guidata da Riccardo d'Aquino, conte di Acerra, e degli inizi di un'epidemia; con l'imperatrice Costanza catturata. Sulla base di un enorme riscatto per la liberazione e la sottomissione del re Riccardo I d'Inghilterra, conquistò la Sicilia nel 1194; tuttavia, la prevista unificazione con il Sacro Romano Impero alla fine fallì a causa dell'opposizione del Papato.
Enrico minacciò di invadere l'Impero bizantino dopo il 1194 e riuscì a ottenere un riscatto, l'Alamanikon, dall'imperatore Alessio III Angelo in cambio dell'annullamento dell'invasione. Egli rese il regno di Cipro e il regno armeno di Cilicia soggetti formali dell'Impero e costrinse Tunisi e Tripolitania a rendergli omaggio. Nel 1195 e nel 1196 tentò di trasformare il Sacro Romano Impero da monarchia elettiva a monarchia ereditaria, il cosiddetto Erbreichsplan, ma incontrò una forte resistenza da parte dei principi elettori e abbandonò il piano. Enrico si impegnò a partecipare a una crociata nel 1195 e iniziò i preparativi. Nel frattempo, nel 1197, Enrico soppresse una rivolta in Sicilia. I crociati salparono per la Terra Santa nello stesso anno, ma Enrico morì di malaria a Messina il 28 settembre 1197 prima che potesse unirsi a loro. La sua morte fece precipitare l'Impero nel caos della disputa sul trono tedesco per i successivi diciassette anni.

## Biografia

### Gli esordi
Enrico VI era figlio di Federico Barbarossa e della seconda moglie Beatrice di Borgogna.
Nel 1168, a soli tre anni, fu nominato Re dei Romani.
Il 29 ottobre 1184 ad Augusta fu accordato tra il padre e il sovrano di Sicilia Guglielmo II il suo fidanzamento con Costanza, figlia di Ruggero II di Sicilia e zia di Guglielmo II di Sicilia. Nell'estate 1185 Costanza lasciò Palermo per recarsi a Milano, dove dovevano celebrarsi le nozze, accompagnata da un fastoso corteo di principi e baroni. Enrico la accompagnò fino a Salerno, dove dovette lasciarla per recarsi in Germania per i funerali della madre. Il 23 agosto 1185, per il valore simbolico e politico che aveva l'approvazione da parte della Chiesa nella prima città oltre i confini del Regno di Sicilia incontrata sul percorso, si tenne a Rieti una prima celebrazione del matrimonio, alla presenza di una delegazione imperiale in rappresentanza di Enrico. Il matrimonio fu ripetuto solennemente a Milano il 27 gennaio 1186.

### La successione nel Regno di Sicilia
In virtù del suo matrimonio con Costanza d'Altavilla, Enrico rivendicava per sé il trono di Sicilia. Quando infatti Guglielmo il Buono morì il 16 novembre 1189, a soli 36 anni, di cui 25 di regno, non essendovi figli o discendenti diretti, si pose il problema della successione. In punto di morte Guglielmo aveva indicato la zia Costanza d'Altavilla come erede e a tal proposito aveva fatto riunire i suoi vassalli a Troia nel 1188. Qui essi prestarono giuramento di fedeltà a Costanza e al marito di lei, Enrico VI, come futuri eredi della Corona siciliana. Ma, morto il re, ben pochi tennero fede ai giuramenti di Troia. Per di più, essendo l'imperatore Federico Barbarossa impegnato nella crociata in Terra santa, Enrico VI e Costanza erano costretti a rimanere in Germania, allora in una situazione interna particolarmente delicata, e a distogliere la loro attenzione dalla Sicilia. Fu in questo contesto che la fazione anti-sveva prevalse su quella filo-sveva e nel novembre 1189 i baroni e i prelati del Regno si riunirono a parlamento e proclamarono Tancredi nuovo Re di Sicilia.
Tancredi d'Altavilla, figlio illegittimo di Ruggero III di Puglia (primogenito di re Ruggero II), era riuscito a ottenere una certa stima come comandante militare ed era l'ultimo discendente maschio della famiglia Altavilla. Nella situazione che si creò, un re tedesco non trovava favore nel popolo: nonostante Costanza fosse la figlia legittima di Ruggero II (quindi zia paterna anche di Tancredi), al tempo era molto forte l'opposizione dei cavalieri normanni alla dinastia imperiale sveva in Sicilia e il Papa Clemente III (anche complice dell'influenza esercitata su di esso da una delle più spiccate figure della corte normanna, il vice-cancelliere Matteo da Salerno) non vedeva di buon occhio il formarsi di uno Stato unitario che circondasse completamente i confini dello Stato pontificio, e per di più che andasse a un membro della casata degli Hohenstaufen, detentori anche del Sacro Romano Impero.
Già nel gennaio del 1190 Papa Clemente III, non tollerando la presenza di un re tedesco in quello che riteneva un feudo ecclesiale, aveva legittimato la successione di Tancredi di Sicilia. Tuttavia una fazione capeggiata da Ruggero d'Andria aveva radunato un consistente esercito e ostacolato Tancredi in ogni modo: fu lui che scrisse a Enrico VI incitandolo a scendere in Puglia per sostenere con le armi le ragioni ereditarie della sua sposa sul regno. Enrico, però, non fu risoluto e l'indugio gli nocque non poco. Riccardo di Acerra ebbe così il tempo per rendersi più forte e potente; infatti egli fortificò le città di Puglia e occupò militarmente la Liburia, in particolare città strategiche come Capua e Aversa, per impedire un'invasione tedesca della Sicilia, più agevole per quella via.
Enrico VI decise poi di inviare un esercito di milizie tedesche al comando del maresciallo imperiale Enrico Testa, il quale, non potendo accedere alla Liburia, già occupata da Riccardo, entrò nel regno dalla regione dell'Abruzzo e si unì a Ruggero di Andria, col quale cominciò la guerra sfidando Riccardo al conflitto aperto. La prima operazione militare da parte dell'esercito congiunto fu quella di provocare Riccardo assaltando Corneto, terra dell'abate di Venosa, il quale parteggiava per re Tancredi. Corneto fu saccheggiata e distrutta.. Allora fu così che Riccardo mosse col suo esercito, che si fortificò ad Ariano e nei vicini castelli, evitando, però, lo scontro campale. Enrico Testa a capo dell'esercito imperiale e Ruggero con i baroni ribelli li assediarono: ma l'esercito tedesco, spazientito e assillato dalla penuria di viveri e rifornimenti e forse anche decimato dalle malattie diffusesi tra gli uomini, sciolse l'assedio ed uscì dal regno. Fu questa la svolta della guerra civile: le milizie tedesche poco motivate non riuscirono a imprimere una svolta a loro favore in Sicilia, cosicché la corrente anti-sveva, guidata dal conte di Acerra, prese il sopravvento.
Ruggiero di Andria era rimasto solo nella lotta e anche senza alcun vigore, sostenendo, inoltre, una causa che stava diventando impopolare, cioè il conferimento della corona di Sicilia ad Enrico VI.

### L’incoronazione e la prima campagna in Italia
Nel 1190, alla morte del padre Federico Barbarossa, Enrico VI assunse il titolo di Imperatore del Sacro Romano Impero e, pur assumendo verso la Chiesa una politica formalmente rispettosa, mantenne fermo il principio dell'universalità del suo ufficio. Nel 1191 scese in Italia per essere incoronato re d'Italia a Pavia; giunse poi a Roma per ricevere la corona di imperatore da Celestino III, appena eletto papa, il quale dovette acconsentire per le pesanti pressioni esercitate sia dal partito filoimperiale sia dal Senato romano che aveva chiesto e ottenuto da Enrico lo smantellamento della guarnigione imperiale a Tuscolo.
Enrico, dopo l'incoronazione a Roma, si diresse verso sud per conquistare il regno di Sicilia. In contrasto con i disegni paterni, egli voleva fare del Regno di Sicilia un feudo personale degli Hohenstaufen, estraneo sia all'antico Regno Italico sia all'impero; un centro strategico da sottrarre al controllo sia della Chiesa sia dei Principi italiani e tedeschi.

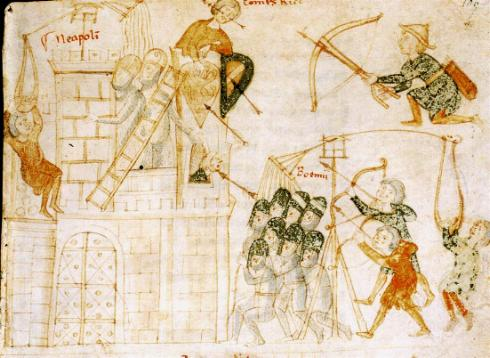
L'assedio di Napoli

L'inizio della spedizione imperiale fu un successo: Rocca d’Arce fu espugnata, saccheggiata e data alle fiamme; Sorella, Atino, Celle e San Germano si arresero senza opporre resistenza per paura di rappresaglie; lo stesso fecero Teano, Capua, Aversa ed altre città; l'abate di Montecassino, Roffredo dell'Isola, e i conti di Molise, di Fondi e di Caserta si sottomisero all'imperatore e si unirono a lui. L'unica città importante nella regione che non si sottomise all'imperatore fu Napoli, dove Enrico trovò Riccardo, il conte di Acerra, ad attenderlo. Napoli fu così posta sotto assedio da maggio ad agosto del 1191, ma l'imperatore vi trovò una fortissima resistenza. Riccardo infatti si era ben fortificato e stava all'interno delle mura cittadine con un buon contingente di milizie. Riccardo difese valorosamente la città e rese inutili tutti gli sforzi fatti degli imperiali per impadronirsene. Quando Enrico VI assediò Napoli, Margarito, ammiraglio della flotta normanna, accorse in difesa della città, assaltando le navi pisane che stavano bloccando il porto della città e le ricacciò in mare aperto, ponendo così fine all'embargo al porto. Durante questo assedio, Salerno aprì le porte ad Enrico VI, il quale vi lasciò l'imperatrice e consorte Costanza d’Altavilla, poiché la sua inferma salute fosse curata dai famosi medici della città; poi riprese con vigore le operazioni contro Napoli. La città assediata continuò a difendersi superbamente con la guida di Riccardo, mentre l'esercito imperiale, ostinandosi nell'assedio vi perse molti uomini, tra cui anche personaggi di spicco, come l'arcivescovo Filippo di Colonia e il duca Corrado II di Boemia. Lo stesso imperatore si ammalò e quando un'epidemia di peste si diffuse tra le file imperiali, Enrico fu costretto a togliere l'assedio alla città e a rifugiarsi a San Germano proprio quando giungeva in soccorso la flotta genovese. La spedizione militare poteva dirsi del tutto fallita.
Tancredi, grazie all’abilità del suo ammiraglio Margarito, riuscì anche a catturare e imprigionare Costanza a Salerno. Per il rilascio dell'imperatrice il re normanno pretese che Enrico scendesse a patti con un accordo di tregua. Pensò di consegnare Costanza a papa Celestino III che si era offerto quale mediatore; durante il viaggio verso Roma, però, il convoglio fu attaccato da una guarnigione sveva e l'imperatrice liberata.
Enrico VI, lasciati presidi a Capua e in qualche altra città, partì da San Germano e portandosi dietro l'abate di Montecassino, fece ritorno in Germania dove, approfittando della sua assenza, Enrico il Leone si era nuovamente messo alla guida di una rivolta di nobili della casa guelfa. La partenza di Enrico causò la perdita delle conquiste fatte: Aversa e Teano tornarono all'obbedienza del re siciliano; Capua, difesa dal balivo imperiale Corrado di Urslingen, fu assediata dal conte di Acerra, ed infine si arrese, causando lo sterminio delle milizie tedesche e la fuga di Corrado.
Nel frattempo il duca d'Austria, Leopoldo V, nel 1192 era riuscito a catturare Riccardo Cuor di Leone, re d'Inghilterra e cognato di Enrico il Leone, che stava ritornando dalla terza crociata. Consegnato a Enrico VI, questi nel 1194 lo rilasciò per 100.000 sterline (pari a 36 tonnellate d'argento) e, nello stesso anno, ottenne la sottomissione del duca di Sassonia e la riappacificazione della Germania.

### La conquista sveva della Sicilia

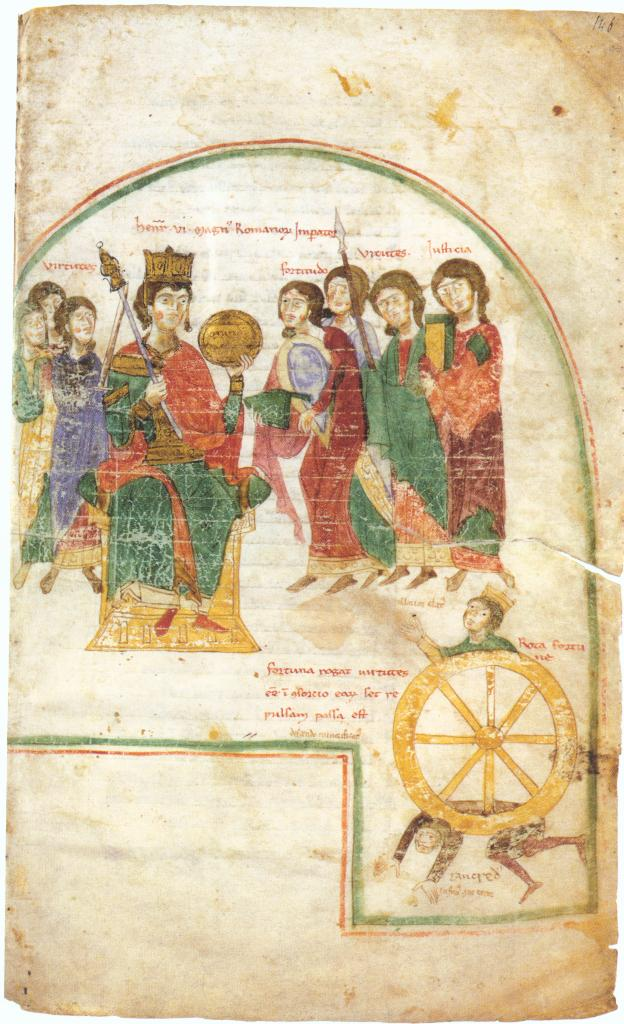
La vittoria di Enrico VI su Tancredi

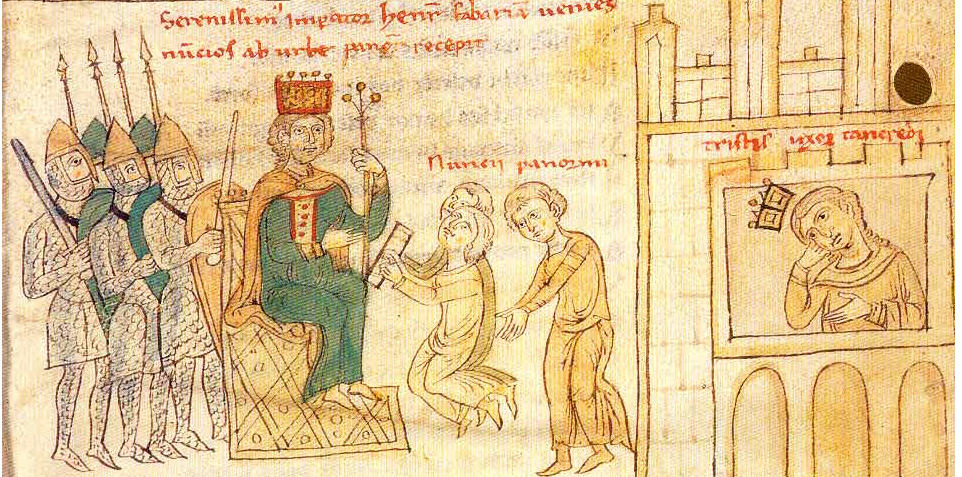
Enrico VI entra trionfante a Palermo

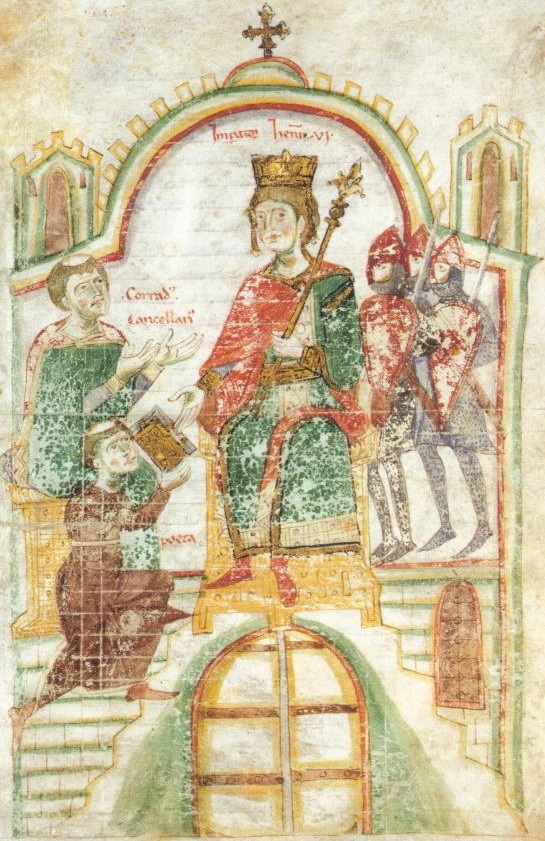
Pietro da Eboli e Corrado di Querfurt al cospetto di Enrico VI

Nel dicembre del 1193, all'età di 19 anni, morì Ruggero III di Sicilia, amatissimo primogenito del re siciliano Tancredi, che lo aveva da un anno associato al regno come suo futuro erede e gli aveva fatto prendere in sposa la giovane Irene Angelo, figlia dell'imperatore Isacco II Angelo di Costantinopoli.
Al suo posto Tancredi designò come futuro re di Sicilia l'altro figlio, il secondogenito Guglielmo III, di soli 9 anni, affidando la reggenza alla moglie Sibilla.
Lo stesso Tancredi, che non riuscì a sopportare a lungo il dolore cagionatogli dalla perdita del figlio primogenito, si ammalò e morì poco dopo, il 20 febbraio del 1194 a 55 anni.
Liberatosi dei Guelfi e favorito dalle luttuose circostanze, Enrico VI calò nuovamente in Italia quattro mesi dopo, nel giugno del 1194, con un poderoso esercito, speranzoso questa volta di non incontrare resistenza nel regno normanno. Col sostegno delle flotte genovesi e pisane e con la forza delle armi, dopo essersi garantito la neutralità dei Comuni lombardi col Trattato di Vercelli del 12 gennaio 1194, l'imperatore conseguì gran parte del regno di Sicilia. Nell'autunno del 1194, ricevette a Troia il giuramento di fedeltà dei feudatari rimasti fedeli agli Altavilla. In quella sede l'imperatore nominò gran cancelliere del regno di Sicilia il vescovo Gualtiero di Palearia.
All'imperatore mancava soltanto la capitale Palermo, su cui marciò e la catturò nel novembre del 1194. Nel frattempo la regina Sibilla era fuggita nel fortissimo castello di Caltabellotta, conducendo con sé il figlio e giovane re Guglielmo III, le tre figlie, la nuora Irene Angelo, l'arcivescovo di Salerno, l'ammiraglio Margarito e tutti i baroni rimasti fedeli alla casa normanna.
Temendo che, mentre lui logorava le sue forze sotto le mura del castello di Caltabellotta, il regno così conquistato si ribellasse, Enrico VI ricorse al tradimento e fece sapere alla regina Sibilla che, se avesse deposte le armi e la corona, lui avrebbe restituito a Guglielmo la paterna contea di Lecce e gli avrebbe concesso il principato di Taranto. Sibilla si recò così con il figlio a Palermo, fece atto di sottomissione e depose la corona.
La notte di Natale del 1194 Enrico VI fu incoronato Re di Sicilia e poté annettere il regno al Sacro Romano Impero. 
La moglie Costanza, trattenuta a Jesi dalla gravidanza, il giorno dopo l'incoronazione di Enrico partorì l'attesissimo erede, il futuro Federico II, al quale fu imposto il nome di Federico Ruggero in onore dei due illustri nonni: Federico Barbarossa di Hohenstaufen e Ruggero II d'Altavilla.
Enrico VI a Palermo aveva offerto al detronizzato re la contea promessa ma dopo tre giorni, il 28 dicembre, con la scusa di un complotto, lo fece arrestare insieme alla madre e ad altri nobili fedeli al casato Altavilla: ordinò l'accecamento e l'evirazione di Guglielmo III e l'immediata deportazione del fanciullo e di sua madre in Germania.

### Il sogno di un impero universale

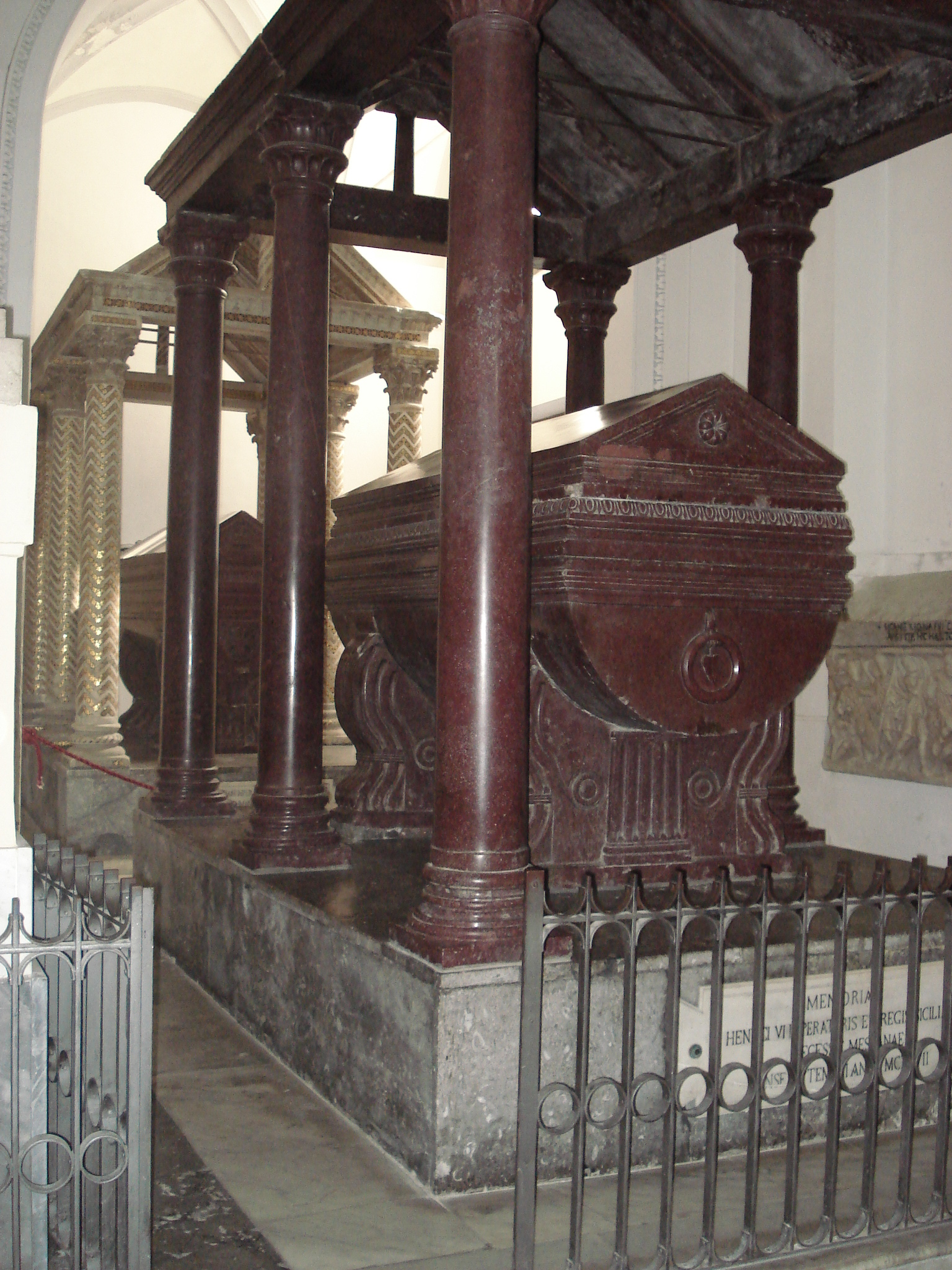
Il sepolcro di Enrico VI nella cattedrale di Palermo.

Enrico VI resse l'impero per circa sette anni, mosso da una volontà granitica ed ambiziosa e dotato della scaltrezza politica caratteristica degli Staufen. Egli si adoperò per completare il disegno di un impero universale al quale già si era dedicato il Barbarossa, puntando cioè ad imporre la propria suprema autorità su ogni potere terreno e questo significava dunque dar vita ad una signoria universale basata sul diritto feudale.
Il suo primo passo, ancora vivo il padre, fu pretendere le terre polacche e la Danimarca. L'Inghilterra, dopo la cattura di Riccardo Cuor di Leone (vero e proprio capolavoro dell'arte politica di Enrico), era stata ridotta a vassallo e tributario dell'imperatore. In virtù di tale posizione di forza, Enrico VI si fece riconoscere da Riccardo suo signore al di sopra di Filippo II Augusto per i feudi continentali inglesi e gli ordinò di muovere guerra alla Francia, con la possibilità di trattare un'eventuale pace solo dietro suo consenso.
L'imperatore estese il proprio potere anche ad Occidente: in Borgogna (passata all'impero in seguito alle nozze tra il Barbarossa e Beatrice), sulla Castiglia e, grazie ai vascelli genovesi, sull'Aragona.
Quanto all'Italia, le isole erano entrambe nelle sue mani, mentre le città lombarde non osarono opporsi. Il papa, impotente di fronte al dilagare della potenza imperiale, era ridotto al controllo della sola campagna romana mentre Tuscia, Marca Anconitana e Ducato di Spoleto erano sotto il controllo di Enrico e la stessa Roma era sede di un prefetto di nomina imperiale (senza contare il fatto che l'intero Trastevere era stato incorporato alla Tuscia, come già detto, sotto controllo imperiale).
Il possesso del Regno di Sicilia aveva aperto ad Enrico le porte del Mediterraneo. Dunque, come i re normanni prima di lui (che da Ruggero II in poi si erano fregiati del titolo di "Rex Africae"), impose tributi ai principi musulmani da Tripoli al Marocco, compreso il sultano degli Almohadi che temeva di perdere le Baleari. Sempre in continuità con l'espansionismo normanno, Enrico VI posò lo sguardo su Costantinopoli, anche grazie alle nozze tra il fratello Filippo di Svevia e Irene, figlia di Isacco II Angelo. La sua visione dell'Impero (uno, romano, universale) non poteva certo tollerare la presenza di un altro stato che si considerasse un impero romano come quello di Costantinopoli e del resto senza Costantinopoli non avrebbe potuto chiudere il cerchio del suo dominio mediterraneo. Perciò Enrico VI pretese la cessione di tutto il territorio da Epidauro a Tessalonica, chiedendo al debole usurpatore Alessio III tributi, milizie e navi. Per scongiurare un'invasione, Alessio fu quindi costretto ad imporre una tassa (l'Alamanikon o, italianizzando, il Germanico) e a spogliare i sepolcri degli imperatori del passato per pagare il tributo.
Impressionati dalla vertiginosa ascesa dello Staufen (che era appena trentenne), vari principi cristiani d'Oriente si posero sotto la sua protezione: il principe Boemondo III d'Antiochia si dichiarò suo vassallo; lo stesso fece il principe Leone II d'Armenia, che in cambio del titolo di re d'Armenia si dichiarò vassallo di Enrico anziché di Bisanzio; il re di Cipro Amalrico II di Lusignano chiese all'imperatore di riconoscere la sua incoronazione, dichiarandosi in cambio suo vassallo.
Ma tutto ciò era però solo il preludio del passo successivo:  una crociata che Enrico avrebbe guidato personalmente, come già suo padre prima di lui. Per questo inviò in Terra santa, in vista della campagna vera e propria, un'avanguardia al comando di Corrado di Wittelsbach, arcivescovo di Magonza, che conquistò Sidone e Beirut.
Enrico aveva la consapevolezza che il suo potere, per quanto enorme, mancasse di unità: non gli erano sfuggite né le diversità etniche fra i suoi sudditi né la disomogeneità degli ordinamenti fra il Regno di Sicilia (una monarchia ereditaria) e i vari territori dell'Impero (una monarchia elettiva), mentre gli altri territori erano feudi. Vide la nascita dell'erede come l'occasione giusta per realizzare un progetto di organicità: ai principi tedeschi offrì l'ereditarietà dei patrimoni e ai vescovi la libertà di scegliersi i successori. Così i grandi Elettori, abbagliati dal rilascio di così consistenti fette di potere, avrebbero costituito una potente forza nell'Impero, mentre il Mezzogiorno d'Italia, scorporato dai domini imperiali tedeschi, avrebbe costituito un dominio personale del sovrano. Tuttavia non riuscì a far incoronare co-imperatore dal papa il figlioletto, completando così la trasformazione del Sacro Romano Impero in una monarchia ereditaria e si dovette accontentare dell'elezione all'unanimità da parte degli elettori tedeschi (riuniti in una Dieta tenuta a Francoforte), dell'infante Federico Ruggero a rex Romanorum e dunque imperatore in pectore.
Nel frattempo in Sicilia la feroce repressione del dicembre 1194, dopo l'incoronazione nel giorno di Natale,  risvegliò in alcuni nobili siciliani un senso di ribellione: era proprio quello che si aspettava l'imperatore per individuare tutti coloro che gli erano contro ed eliminarli o imprigionarli.
Due anni dopo, nel 1196 scoppiò un'insurrezione generale in Italia meridionale mentre l'imperatore era in Germania. Enrico, tornato in Sicilia, rispose con estrema durezza: il giorno di Natale del 1196 tenne una solenne corte in Capua, nella quale, secondo una prassi antica, dette alcuni esempi di Schrecklichkeit ("terribilità"): Riccardo di Aquino, catturato dal conte Diopoldo di Acerra, dopo essere stato trascinato a coda di cavallo per le vie di Capua, fu appeso alla forca per i piedi. Soltanto dopo tre giorni un buffone dell'imperatore ne ebbe pietà e ne affrettò la fine. Nel 1197, lo Staufen credette di avere scoperto un ulteriore complotto ai suoi danni, sospettando questa volta (forse non a torto) la partecipazione anche di papa Celestino III. Enrico colpì di nuovo col pugno di ferro: ordinò sanguinose repressioni ed esecuzioni e i carnefici ebbero un gran da fare impiccando, bruciando e accecando i rivoltosi. A Catania, i presunti congiurati furono sottoposti a tremende torture: al Signore di Enna, ad esempio, fu cinto il capo d'una corona arroventata. A causa di questi fatti ci furono gravi ripercussioni nei rapporti familiari: l'Imperatrice Costanza, divisa tra il ruolo di moglie di un personaggio temuto e odiato e quello di discendente di una famiglia amata dal popolo siciliano, sviluppò una sorta di odio per i tedeschi.

### La morte
Affidato il neonato Federico alla tutela del duca di Spoleto Corrado di Urslingen, coltivando la segreta speranza di pacificare le fazioni in scontro, Costanza partì per la Sicilia, senza immaginare che nell'isola si avvicendavano caos, malcontento, ribellioni e paura.
Il clima di terrore che attanagliò la Sicilia si allentò solo con la morte improvvisa di Enrico, che durante l'assedio di Castrogiovanni, accusò un malore; trasportato a Messina, nella notte tra il 28 e il 29 settembre 1197, morì per il riacutizzarsi di un'infezione intestinale, forse in seguito a un avvelenamento ordito dalla moglie.
Alla notizia della morte del sovrano i crociati già giunti in Palestina al comando di Corrado di Wittelsbach fecero ritorno in Germania.
Nonostante gli sforzi e la brutalità di governo, Enrico VI riuscì ad assicurare solo la successione al trono siciliano del figlio di appena tre anni, il futuro Federico II, con la reggenza della madre (che però sarebbe morta appena un anno dopo). Il Regno di Sicilia, che prima della sua conquista era uno Stato potente e ordinato, con Enrico si trasformò in un crogiuolo di anarchia, disagio finanziario, baronie riottose e musulmani in rivolta, ed era nel caos. La sua morte prematura e improvvisa fu un disastro politico dal punto di vista del progetto imperiale, ma fu una liberazione, dal punto di vista dei siciliani, che manifestò in pieno i propri effetti positivi a partire dal 1209 quando Federico II, uscito dalla tutela, prese le redini del Regno di Sicilia.
La scomparsa di Enrico scosse fino alle fondamenta anche l'Impero, dove si aprì una nuova fase di scontri tra Hohenstaufen (rappresentati dal fratello di Enrico, Filippo di Svevia) e Welfen, che seppero approfittare del momento favorevole con l'elezione da parte dei principi tedeschi di Ottone IV di Brunswick, figlio di Enrico il Leone.

## Ascendenza
|                         |                    |                         | Genitori                    |  |  | Nonni |  |  | Bisnonni             |  |  | Trisnonni         |  |
|                         |                    |                         |                             |  |  |       |  |  | Federico I di Svevia |  |  | Federico di Büren |  |
|                         |                    |                         |                             |  |  |       |  |  | Federico I di Svevia |  |  | Federico di Büren |  |
|                         |                    | Ildegarda di Egisheim   |                             |  |  |       |  |  | Federico I di Svevia |  |  |                   |  |
| Federico II di Svevia   |                    |                         |                             |  |  |       |  |  | Federico I di Svevia |  |  |                   |  |
|                         |                    | Agnese di Waiblingen    | Enrico IV di Franconia      |  |  |       |  |  |                      |  |  |                   |  |
|                         |                    | Agnese di Waiblingen    | Enrico IV di Franconia      |  |  |       |  |  |                      |  |  |                   |  |
|                         |                    | Agnese di Waiblingen    | Berta di Savoia             |  |  |       |  |  |                      |  |  |                   |  |
| Federico Barbarossa     |                    | Agnese di Waiblingen    |                             |  |  |       |  |  |                      |  |  |                   |  |
|                         |                    | Enrico IX di Baviera    | Guelfo I di Baviera         |  |  |       |  |  |                      |  |  |                   |  |
|                         |                    | Enrico IX di Baviera    | Guelfo I di Baviera         |  |  |       |  |  |                      |  |  |                   |  |
|                         |                    | Enrico IX di Baviera    | Giuditta di Fiandra         |  |  |       |  |  |                      |  |  |                   |  |
| Giuditta di Baviera     |                    | Enrico IX di Baviera    |                             |  |  |       |  |  |                      |  |  |                   |  |
|                         |                    | Vulfilda di Sassonia    | Magno di Sassonia           |  |  |       |  |  |                      |  |  |                   |  |
|                         |                    | Vulfilda di Sassonia    | Magno di Sassonia           |  |  |       |  |  |                      |  |  |                   |  |
|                         |                    | Vulfilda di Sassonia    | Sofia d'Ungheria            |  |  |       |  |  |                      |  |  |                   |  |
| Enrico VI di Svevia     |                    | Vulfilda di Sassonia    |                             |  |  |       |  |  |                      |  |  |                   |  |
|                         | Stefano I di Mâcon | Guglielmo I di Borgogna |                             |  |  |       |  |  |                      |  |  |                   |  |
|                         | Stefano I di Mâcon | Guglielmo I di Borgogna |                             |  |  |       |  |  |                      |  |  |                   |  |
|                         | Stefano I di Mâcon | Stefania di Vienne      |                             |  |  |       |  |  |                      |  |  |                   |  |
| Rinaldo III di Borgogna | Stefano I di Mâcon |                         |                             |  |  |       |  |  |                      |  |  |                   |  |
|                         |                    | Beatrice di Lorena      | Gerardo di Lorena           |  |  |       |  |  |                      |  |  |                   |  |
|                         |                    | Beatrice di Lorena      | Gerardo di Lorena           |  |  |       |  |  |                      |  |  |                   |  |
|                         |                    | Beatrice di Lorena      | Edvige di Namur             |  |  |       |  |  |                      |  |  |                   |  |
| Beatrice di Borgogna    |                    | Beatrice di Lorena      |                             |  |  |       |  |  |                      |  |  |                   |  |
|                         |                    | Simone I di Lorena      | Teodorico II di Lorena      |  |  |       |  |  |                      |  |  |                   |  |
|                         |                    | Simone I di Lorena      | Teodorico II di Lorena      |  |  |       |  |  |                      |  |  |                   |  |
|                         |                    | Simone I di Lorena      | Edvige di Formbach          |  |  |       |  |  |                      |  |  |                   |  |
| Agata di Lorena         |                    | Simone I di Lorena      |                             |  |  |       |  |  |                      |  |  |                   |  |
|                         |                    | Adelaide di Lovanio     | Enrico III Conte di Lovanio |  |  |       |  |  |                      |  |  |                   |  |
|                         |                    | Adelaide di Lovanio     | Enrico III Conte di Lovanio |  |  |       |  |  |                      |  |  |                   |  |
|                         |                    | Adelaide di Lovanio     | Gertrude delle Fiandre      |  |  |       |  |  |                      |  |  |                   |  |
|                         |                    | Adelaide di Lovanio     |                             |  |  |       |  |  |                      |  |  |                   |  |

### Fonti
- Pietro da Eboli, Liber ad honorem Augusti, riproduzione anastatica su carta pergamena, Ciolfi editore.
- Pietro da Eboli, Liber ad honorem Augusti, testo con traduzione a cura prof. F. De Rosa, Ciolfi editore.
- Riccardo di San Germano, Cronaca, testo con traduzione a fronte, Ciolfi editore.
- Pietro da Eboli, Liber ad honorem Augusti, secondo il Cod. 120 della Biblioteca civica di Berna, a cura di G.B. Siragusa. (Fonti per la storia d'Italia; 39), Roma 1906.
- Riccardo di San Germano, Ryccardi de Sancto Germano notarii Chronica, ed. Carlo Alberto Garufi, 1936–38
- Goffredo da Viterbo, Speculum regum, ed. Georg Waitz, in MGH SS 22 (Hannover 1872), S. 21ff.

### Letteratura critica
- (DE)  Dieter von der Nahmer, Die Reichsverwaltung in Toscana unter Friedrich I. und Heinrich VI., Aalen, 1965
- (DE)  Peter Csendes, Die Kanzlei Kaiser Heinrichs VI., Verlag der oesterreichischen Akademie der Wissenschaften, Wien, 1981.
- Raffaello Morghen , Gli svevi in Italia, Palumbo, 1974
- Il Lazio meridionale tra papato e impero al tempo di Enrico VI: atti del Convegno internazionale di Fiuggi, Guarcino, Montecassino, 7-10 giugno 1986, (Pubblicazioni degli archivi di Stato. Saggi; 16), Roma, 1991. ISBN 88-7125-026-5
- (DE)  Peter Csendes, Heinrich VI. (Gestalten des Mittelalters und der Renaissance). Darmstadt, 1993.
- Giuseppe Quatriglio, Mille anni in Sicilia - Dagli Arabi ai Borboni, Marsilio, 2002, ISBN 88-317-6405-5
- (DE)  Joachim Ehlers, Heinrich VI., in Die deutschen Herrscher des Mittelalters. München, 2003, pp. 258–271.
- Giacomo Bettini, Storia e memoria: Enrico VI e il mito imperiale, (DPM quaderni. Dottorato; 2) Bologna, 2004. ISBN 978-88-491-2251-0
- (DE)  Odilo Engels, Die Staufer, Stuttgart, 2005, pp. 126–140, ISBN 3-17-017997-7.
- (DE)  Gerd Althoff, Kaiser Heinrich VI., in Staufer & Welfen. Zwei rivalisierende Dynastien im Hochmittelalter, Regensburg, 2009, pp. 142–155, ISBN 978-3-7917-2168-2.